# Yuriko Fukuba
Yuriko Fukuba –en japonés, 福場 由里子, Fukuba Yuriko– (28 de septiembre de 1971) es una deportista japonesa que compitió en judo. Ganó una medalla en los Juegos Asiáticos de 1994 y dos medallas en el Campeonato Asiático de Judo, en los años 1993 y 1995.

## Palmarés internacional
| Juegos Asiáticos    | Juegos Asiáticos    | Juegos Asiáticos  | Juegos Asiáticos |
| Año                 | Lugar               | Medalla           | Categoría        |
| ------------------- | ------------------- | ----------------- | ---------------- |
| 1994                | Hiroshima (Japón)   | Medalla de bronce | –72 kg           |
| Campeonato Asiático |                     |                   |                  |
| Año                 | Lugar               | Medalla           | Categoría        |
| 1993                | Macao (Portugal)    | Medalla de bronce | –72 kg           |
| 1995                | Nueva Delhi (India) | Medalla de oro    | –72 kg           |